# Alstroemeriaceae
Alstroemeriaceae is een botanische naam van een familie van eenzaadlobbige planten. Een familie onder deze naam wordt slechts zelden erkend door systemen van plantentaxonomie, maar wel door het APG-systeem (1998) en het APG II-systeem (2003).
De familie bestaat dan uit een kleine tweehonderd soorten, die voorkomen in Amerika. Het geslacht Alstroemeria levert bekende snijbloemen, de zogenaamde Incalelies.

## Geslachten[1]
- Alstroemeria L. - Incalelie
- Bomarea Mirb.
- Drymophila R.Br.
- Luzuriaga Ruiz & Pav.